# 須田樹理
もしかして
- 須田珠理

ではありませんか？